# Dusseldorp (Nederland)
Dusseldorp is een dorp in de gemeente Castricum, in de Nederlandse provincie Noord-Holland. Het vormt samen met het dorp Limmen een dubbelkern. Dusseldorp ligt aan de oostelijke kant van het eigenlijke dorp Limmen. Omdat Limmen de grotere plaats was van oorsprong is in de loop van de 20e eeuw, Limmen ook de benaming geworden voor de gehele dubbelkern. Daarom wordt Dusseldorp vaak niet meer gezien als een eigen dorp. En daarom ook wel als buurtschap geduid. De hoofdweg door de plaats heet de Dusseldorperweg.

## Geschiedenis
Van oorsprong lag Dusseldorp ten noordoosten van de hoofdplaats Limmen en werd tot begin 20e eeuw Disseldorp genoemd. Er zou al in de 9e eeuw een kern van bewoning zijn geweest in het gebied van Dusseldorp, maar of dit inderdaad het dorp Dusseldorp is niet bekend. In 1277 is wel een landsgebied genaamd 'Dissele' nabij de Egmonden. In de twee eeuwen daarna worden Distervenne, Disselmade en Disterdorp genoemd in het gebied. Mogelijk wordt met die laatste, uit 1462 wel het dorp Dusseldorp bedoeld, dit plaatsje heeft er dan waarschijnlijk al tijdje bestaan. Maar dat is niet helemaal zeker. Wel is het zeker dat in periode de aanleg heeft moeten plaatsgevonden van de Disseldorpervaart (nu de Dusseldorpervaart), deze vaart sloot ooit aan op andere vaarten die naar Amsterdam en Utrecht voer. De vaart zelf wordt in 1477 voor het eerste genoemd. Het was enige tijd een belangrijke vaart voor de vissers van de Egmonden. Er bestaat een kans dat de vaart bij het plaatsje Disterdorp is aangelegd en waardoor het plaatsje langzaam maar zeker groter wordt. Echter wordt ook gedacht dat het plaatsje Disseldorp pas is ontstaan net voor of net na de aanleg van de vaart.
Net ten noorden van Dusseldorp was later een soortgelijke plaats ontstaan bij de Laanvaart. Het plaatsje werd Laan genoemd. Deze plaats is in de 20e eeuw verdwenen, maar de vaart ligt er deels nog wel. De betekenis van plaatsnaam zou weleens verwijzen naar West-Friese benaming voor distel, dissel. Het eerder genoemde gebied Dissele zou dan distelbos of wildernis betekenen terwijl de plaatsnaam of verwijst naar dat bos waarbij de plaats is gelegen of naar een gelijksoortig gebied waar veel distel groeide. Dusseldorp groeide niet al te veel door de eeuwen heen tot de 20e eeuw. Door de eigen groei van het plaatsje en de noordelijke groei van Limmen raakte de twee plaatsen geheel aan elkaar vergroeid en daarom vaak ook als één plaats gezien.
Dorpen: Akersloot · Bakkum · Bakkum-Noord · Castricum · Castricum aan Zee · Dusseldorp · Limmen · De Woude

Buurtschappen: Boekel · Duin en Bosch · Heemstee · Klein Dorregeest (deels) · Kogerpolder (deels) · Molendijk · Noord-End · Noord-Bakkum · Oosterbuurt · Oosterzij (deels) · Schulpstet · Starting · Stierop
Noord-Holland: Steden en dorpen      Nederland: Provincies · Gemeenten